# Finale de la Coupe du monde de football 1994
La finale de la Coupe du monde de football 1994 voit s'affronter l'équipe du Brésil et celle d'Italie. Pour la première fois de l'histoire, une finale de  Coupe du monde se termine sur un score de parité à l'issue de la prolongation 0-0. La finale n'étant plus à rejouer en cas d'égalité depuis 1986, c'est aux tirs au but que les Brésiliens remportent la quinzième édition de la Coupe du monde sur le score de 3-2. C'est la première fois qu'un titre mondial se joue aux tirs au but.

## Avant-finale
Le Brésil et la Suède affichent leur supériorité face au Cameroun et à la Russie au premier tour. Les Auriverdes disposent des Russes 2-0 et des Camerounais 3-0 avant de faire match nul contre les Suédois, suffisant pour terminer à la première place du groupe. Pour l'Italie, placée dans le groupe E, la compétition débute par un but de Ray Houghton, permettant à l'Irlande de s'imposer 1-0, et par la même occasion, de prendre sa revanche sur l'Italie, qui l'avait battu sur un score identique en quarts de finale, quatre ans auparavant. Le 23 juin à New York, les espoirs italiens s'amenuisent après l'expulsion du gardien de la Squadra Azzurra, Gianluca Pagliuca face à la Norvège, alors que le score était de 0-0. En dépit de cela, l'Italie parvint à arracher une courte victoire 1-0. Avant la dernière journée les quatre équipes du groupe se retrouvent à égalité de points et de différence de buts, et tout est possible. L'Irlande fait match nul 0-0 avec la Norvège, pendant que l'Italie est tenue en échec 1-1 par le Mexique (le milieu Bernal répondant au buteur Massaro). Les quatre équipes finissent donc à égalité de points et de différence de buts et c'est le nombre de buts marqués qui fait la différence : le Mexique termine premier grâce au plus grand nombre de buts inscrits (3), alors que l'Irlande est rejointe par l'Italie à la seconde place (2 buts chacune). Les Irlandais devancent cependant les Italiens grâce à la victoire obtenue lors de leur confrontation directe. Mais c'est sans incidence sur la qualification car les meilleurs troisièmes sont repêchés et le troisième de ce groupe était avec quatre points assuré d'en faire partie. La Norvège, un seul but marqué, est quant à elle éliminée.
En huitièmes de finale Le Brésil défait le pays hôte, les États-Unis, sur le plus petit des scores grâce à Bebeto. L'Italie passe tout près de l'élimination surprise par le Nigeria. Elle encaisse le premier but à la 25e minute, puis se retrouve en infériorité numérique en fin de match. Baggio parvient malgré tout à égaliser dans les toutes dernières minutes. Durant la prolongation, ce même Baggio délivre les médaillés de bronze à domicile quatre ans plus tôt.
En quarts de finale, Le Brésil défait les Pays-Bas par 3 buts à 2 lors d'un match disputé et prolifique en seconde mi-temps. L'Italie monte en puissance en éliminant l'Espagne par 2 buts à 1. Ce sont deux Baggio, Dino et Roberto, qui sont les auteurs des buts de la qualification.
L'Italie moribonde du premier tour réussit le pari de s'inviter pour la finale, une fois n'est pas coutume, en battant en demi-finale grâce à deux buts de Roberto Baggio la Bulgarie, équipe surprise du tournoi qui réalise l'exploit d'atteindre le dernier carré. Plus expérimentée et supérieure techniquement et tactiquement, l'Italie se qualifie logiquement pour la finale.
Dans l'autre demi-finale, le Brésil se qualifie contre des Suédois qu'ils avaient déjà rencontrés au premier tour, match à la physionomie très équilibrée qui s'était alors soldé par un nul (1-1). Cette fois-ci, les Auriverde parviennent à s'imposer 1 à 0 en dominant leurs adversaires la quasi-intégralité de la rencontre. Fatigués de leur éprouvant quart de finale face aux Roumains, et de surcroît handicapés par l'expulsion très sévère et très controversée, à la 63e minute de leur meneur de jeu Jonas Thern, joueur clef et stratège de l'équipe, les Suédois réduits à dix finissent par céder face à la force collective des Brésiliens en encaissant un but de Romário à la 80e minute de jeu. Jusque-là la Suède devait sa survie dans ce match aux arrêts de son gardien Thomas Ravelli et à la maladresse des attaquants Brésiliens dans le dernier geste. Menés au score, les Suédois épuisés sont alors incapables de refaire leur retard.

## Parcours des finalistes
|   | Équipe   | Pts | J | G | N | P | BP | BC | +/- |
| - | -------- | --- | - | - | - | - | -- | -- | --- |
| 1 | Brésil   | 7   | 3 | 2 | 1 | 0 | 6  | 1  | +5  |
| 2 | Suède    | 5   | 3 | 1 | 2 | 0 | 6  | 4  | +2  |
| 3 | Russie   | 3   | 3 | 1 | 0 | 2 | 7  | 6  | +1  |
| 4 | Cameroun | 1   | 3 | 0 | 1 | 2 | 3  | 11 | -8  |

|   | Équipe               | Pts | J | G | N | P | BP | BC | +/- |
| - | -------------------- | --- | - | - | - | - | -- | -- | --- |
| 1 | Mexique              | 4   | 3 | 1 | 1 | 1 | 3  | 3  | 0   |
| 2 | République d'Irlande | 4   | 3 | 1 | 1 | 1 | 2  | 2  | 0   |
| 3 | Italie               | 4   | 3 | 1 | 1 | 1 | 2  | 2  | 0   |
| 4 | Norvège              | 4   | 3 | 1 | 1 | 1 | 1  | 1  | 0   |

## Finale

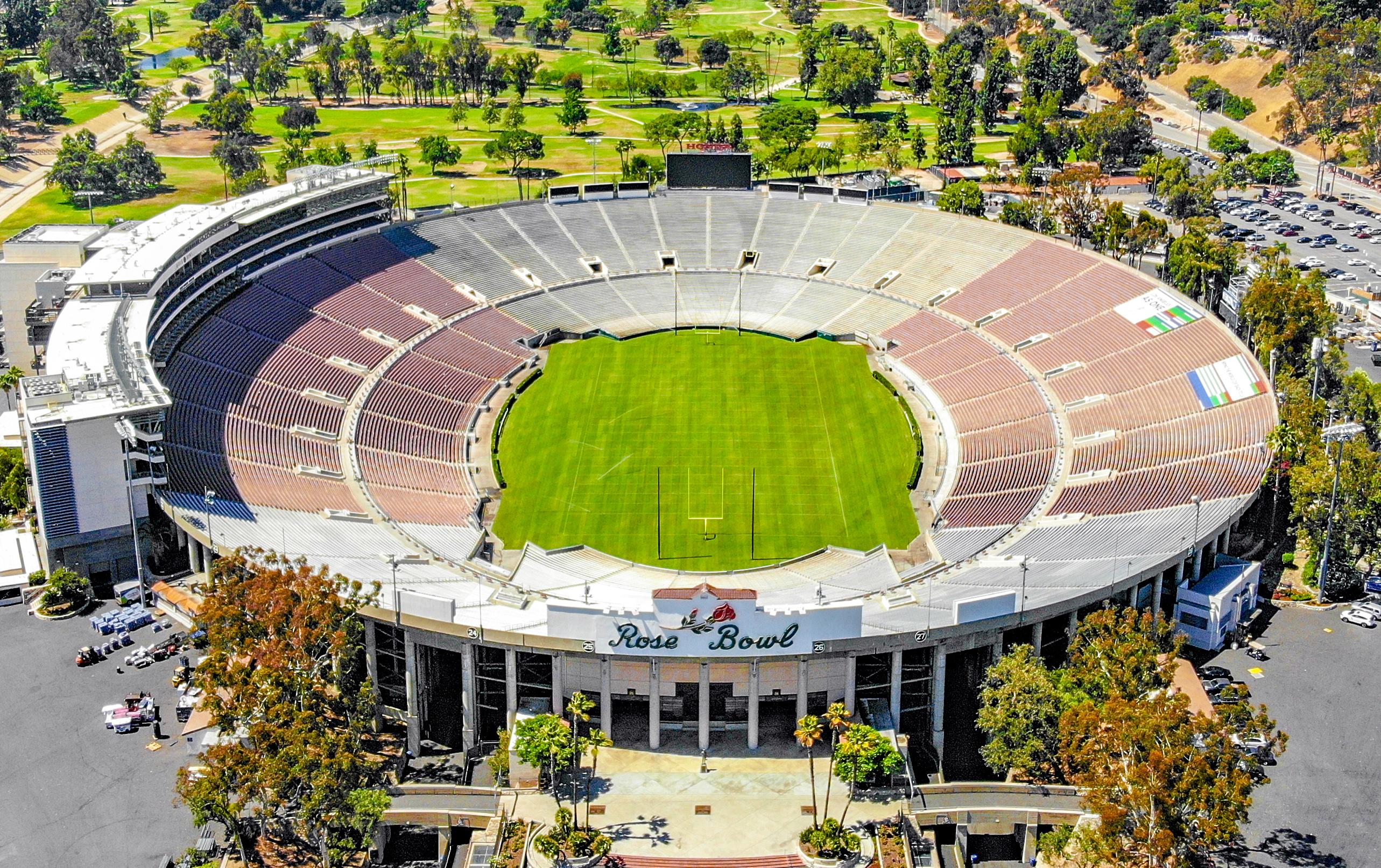
Stade Rose Bowl à Pasadena en Californie

### Résumé du match
La finale se joue au Rose Bowl devant 94 194 spectateurs. 
C'est la deuxième finale qui n'est pas inédite en Coupe du monde. En effet, le Brésil avait battu l'Italie en finale en 1970, date de la dernière présence brésilienne en finale. C'est la première finale où aucune équipe ne marque, ni dans le temps réglementaire, ni en prolongation. C'est la première finale qui se termine sur un match nul. Enfin, le match n'étant pas rejoué, c'est la première fois que le titre est attribué à l'issue d'une séance de tirs au but. La tentative manquée de Roberto Baggio, brillant lors des précédents matchs de l'Italie, sacra le Brésil pour la première fois depuis 24 ans.
Cette rencontre a surtout été un affrontement entre deux formations soucieuses de maintenir leur défense imperméable. Côté italien il est à noter que Roberto Baggio, longtemps incertain à la suite d'une élongation à la cuisse, est finalement aligné tout comme le capitaine Franco Baresi.
Côté auriverde le duo d'attaque Romario-Bebeto très efficace tout le long du tournoi ne parvient pas à faire la différence durant cette finale. Les intentions offensives sud américaines pendant 120 minutes, les Brésiliens tirant 26 fois au but contre 6 tentatives seulement côté italien, n'ont pas suffi. Le Brésil aurait pourtant pu faire la différence dans la seconde période de prolongation, se procurant quatre occasions très franches, dont un tir de Mauro Silva, mal contrôlé par Pagliuca, qui rebondit sur le poteau.
Lors de la séance de tirs au but, Pagliuca et Taffarel sortent chacun un penalty, mais en ne cadrant pas leurs frappes, les italiens Baresi , Massaro et Roberto Baggio, donnent le titre au Brésil.

### Feuille de match
| Finale                                                | Brésil                                   | 0 - 0 a. p.           | Italie                                           | Rose Bowl, Pasadena                          |                                              |
| 17 juillet 1994 · 12 h 30 · Historique des rencontres |                                          | (0 - 0, 0 - 0, 0 - 0) |                                                  | Spectateurs : 94 194 Arbitrage : Sándor Puhl | Spectateurs : 94 194 Arbitrage : Sándor Puhl |
| 17 juillet 1994 · 12 h 30 · Historique des rencontres | Mazinho 4e · Cafu 87e                    | Rapport               | 41e Apolloni · 42e Albertini ·                   | Spectateurs : 94 194 Arbitrage : Sándor Puhl | Spectateurs : 94 194 Arbitrage : Sándor Puhl |
| 17 juillet 1994 · 12 h 30 · Historique des rencontres | Márcio Santos · Romário · Branco · Dunga | Tirs au but 3 - 2     | Baresi · Albertini · Evani · Massaro · R. Baggio | Spectateurs : 94 194 Arbitrage : Sándor Puhl | Spectateurs : 94 194 Arbitrage : Sándor Puhl |

| Brésil | Italie |

| BRÉSIL :                |    |                  |     |      |
|                         |    |                  |     |      |
| Gardien de but          | 01 | Cláudio Taffarel |     |      |
|                         | 02 | Jorginho         |     | 21e  |
|                         | 13 | Aldair           |     |      |
|                         | 15 | Márcio Santos    |     |      |
|                         | 06 | Branco           |     |      |
|                         | 08 | Dunga            |     |      |
|                         | 05 | Mauro Silva      |     |      |
|                         | 09 | Zinho            |     | 106e |
|                         | 17 | Mazinho          | 4e  |      |
|                         | 07 | Bebeto           |     |      |
|                         | 11 | Romário          |     |      |
| Remplaçants :           |    |                  |     |      |
|                         | 14 | Cafu             | 87e | 21e  |
|                         | 21 | Viola            |     | 106e |
| Sélectionneur :         |    |                  |     |      |
| Carlos Alberto Parreira |    |                  |     |      |

| ITALIE :        |    |                    |     |     |
|                 |    |                    |     |     |
| Gardien de but  | 01 | Gianluca Pagliuca  |     |     |
|                 | 08 | Roberto Mussi      |     | 34e |
|                 | 06 | Franco Baresi      |     |     |
|                 | 05 | Paolo Maldini      |     |     |
|                 | 03 | Antonio Benarrivo  |     |     |
|                 | 13 | Dino Baggio        |     | 95e |
|                 | 14 | Nicola Berti       |     |     |
|                 | 11 | Demetrio Albertini | 42e |     |
|                 | 16 | Roberto Donadoni   |     |     |
|                 | 10 | Roberto Baggio     |     |     |
|                 | 19 | Daniele Massaro    |     |     |
| Remplaçants :   |    |                    |     |     |
|                 | 02 | Luigi Apolloni     | 41e | 34e |
|                 | 17 | Alberigo Evani     |     | 95e |
| Sélectionneur : |    |                    |     |     |
| Arrigo Sacchi   |    |                    |     |     |

| Assistants : Venancio Conception Zarate Davoud Fanaei Quatrième arbitre : Francisco Oscar Lamolina |